# Zenone Mattei
Zenone Mattei (Amelia, 1859 – Amelia, 25 dicembre 1900) è stato un compositore italiano.

## Biografia
Nacque ad Amelia, figlio di Ilario e della contessa Carlotta Patrignani. 
Zenone Mattei è noto anche per la scrittura di numerose trascrizioni di partiture e adattamenti musicali per strumenti e voci per arie da opera. L'opera più nota è la partitura originale dell'Inno dei Lavoratori, depositata a termini di legge dalla Carish Editori, e reca, sul frontespizio, la dicitura: parole di Filippo Turati, musica di Zenone Mattei, riduzione di Tino Pelosi.
Per la composizione dell'inno, Mattei si avvalse della collaborazione del musicista e concittadino Amintore Galli.
Mattei fu autore, inoltre, su incarico della Casa Reale e del Re Umberto I, dell'Inno-Marcia dei "Tiratori Italiani", con parole di A. Cortella.
Il Mattei sposerà Giovanna Bugni, nata a Biella, in un matrimonio dal quale sarebbero nati Teopiste, Amintore, Margherita, e Pasqualina.
Morì in Amelia il 25 dicembre 1900.